# Poço Dantas
Poço Dantas é um município brasileiro do estado da Paraíba, localizado no Sertão Paraibano, a uma latitude 06°24'10'' sul é uma longitude 38°29'42'' oeste, estando a uma altitude de 516 metros. Ocupa uma área territorial de aproximadamente 97,758km², e sua população no censo de 2010 era de 3.751 habitantes, de acordo com o IBGE (Instituto Brasileiro de Geografia e Estatística).

## Etimologia
"A origem do topônimo local é um pouco incerta, porém, conta-se que a região onde está encravado a cidade, serviu de habitat de ANTAS, animal mamífero parecido com o porco, da família dos Taperídios. Conta-se também que onde hoje é a cidade, havia um poço que servia de bebedouro para estes animais, daí ter surgido a ideia de - Poço da Anta -, Poço D'antas ou - Poço Dantas" (IBGE).

## História
Em 1949, o povoado passou a condição de distrito de São João do Rio do Peixe (na época, Antenor Navarro). Em 1953, deixa de pertencer a São João e torna-se distrito de Uiraúna, que até então também era distrito de São João, tendo se emancipado.
Em 29 de abril de 1994, pela Lei nº 5.931, emancipa-se de Uiraúna, tornando-se município, mantendo a denominação Poço Dantas.

## Geografia
O município está incluído na área geográfica de abrangência do semiárido brasileiro, definida pelo Ministério da Integração Nacional em 2005. Esta delimitação tem como critérios o índice pluviométrico, o índice de aridez e o risco de seca. O município em sua área rural é formado pelos distritos de Tanques e São João Bosco.
| Dados climatológicos para Poço Dantas | Dados climatológicos para Poço Dantas | Dados climatológicos para Poço Dantas | Dados climatológicos para Poço Dantas | Dados climatológicos para Poço Dantas | Dados climatológicos para Poço Dantas | Dados climatológicos para Poço Dantas | Dados climatológicos para Poço Dantas | Dados climatológicos para Poço Dantas | Dados climatológicos para Poço Dantas | Dados climatológicos para Poço Dantas | Dados climatológicos para Poço Dantas | Dados climatológicos para Poço Dantas | Dados climatológicos para Poço Dantas |
| Mês                                   | Jan                                   | Fev                                   | Mar                                   | Abr                                   | Mai                                   | Jun                                   | Jul                                   | Ago                                   | Set                                   | Out                                   | Nov                                   | Dez                                   | Ano                                   |
| ------------------------------------- | ------------------------------------- | ------------------------------------- | ------------------------------------- | ------------------------------------- | ------------------------------------- | ------------------------------------- | ------------------------------------- | ------------------------------------- | ------------------------------------- | ------------------------------------- | ------------------------------------- | ------------------------------------- | ------------------------------------- |
| Temperatura máxima recorde (°C)       | 34,5                                  | 35,5                                  | 32,6                                  | 31,6                                  | 32                                    | 32,4                                  | 32,7                                  | 35,4                                  | 36,9                                  | 38,1                                  | 36,6                                  | 36                                    | 38,1                                  |
| Temperatura mínima recorde (°C)       | 20,2                                  | 20,1                                  | 20,4                                  | 20,1                                  | 17                                    | 16                                    | 15,6                                  | 16,9                                  | 19,3                                  | 19,7                                  | 20,1                                  | 18,6                                  | 15,6                                  |
| Fonte: AESA (30/06/2023-presente)     |                                       |                                       |                                       |                                       |                                       |                                       |                                       |                                       |                                       |                                       |                                       |                                       |                                       |

## Prefeitos
| Nº | Nome                     | Partido | Período     |
| 1  | José Milton Santiago     | PDT     | 1997 - 2000 |
| 1  | José Milton Santiago     | PDT     | 2001 - 2004 |
| 2  | Itamar Moreira Fernandes | PMDB    | 2005 - 2008 |
| 2  | Itamar Moreira Fernandes | PMDB    | 2009 - 2012 |
| 3  | José Gurgel Sobrinho     | PSB     | 2013 - 2016 |
| 3  | José Gurgel Sobrinho     | PTB     | 2017 - 2020 |
| 4  | Itamar Moreira Fernandes | PTB     | Atual       |